# Michiyuki Yamada
Michiyuki Yamada (山田道行?, Yamada Michiyuki; Prefettura di Saga, 18 dicembre 1893 – Namur, 29 gennaio o 6 febbraio 1944) è stato un ammiraglio giapponese, attivo durante la seconda guerra mondiale.
Arruolatosi nella Marina imperiale nel 1914, fu destinato al Servizio aeronautico navale negli anni della sua costituzione; si formò dunque come aviatore, maturando esperienza nei Gruppi aerei di Yokosuka e Kasumigaura, oltre a servire tra il 1920 e il 1922 all'estero, nel Regno Unito. Più volte istruttore, comandò alcuni stormi negli anni venti e dal 1930 al 1936 fu distaccato presso il ministero del Commercio di Tokyo, con funzioni di collegamento con l'aviazione militare. Per il resto del decennio comandò diversi gruppi aeronautici sparsi per il Giappone e, nel 1940, fu a capo della nave appoggio idrovolanti Kamikawa Maru, coinvolta nelle ostilità contro la Cina. Dopo l'attacco di Pearl Harbor rimase su suolo nipponico, al comando di diversi gruppi aerei, e all'inizio del 1943 divenne comandante della 24ª Flottiglia aerea. In autunno ebbe ordine di trasferirsi con i suoi reparti all'atollo di Kwajalein, nelle isole Marshall, per irrobustire le difese dell'arcipelago che fu massicciamente attaccato nel gennaio-febbraio 1944. Yamada rimase ucciso in uno dei numerosi bombardamenti aeronavali americani in data imprecisata, dopo che la sua unità era stata ridotta al solo personale di terra.

## Biografia

### Inizio della carriera e formazione
Michiyuki Yamada nacque il 18 dicembre 1893 nella prefettura di Saga. In giovane età s'iscrisse all'Accademia navale di Etajima; studiò nella 42ª classe e si diplomò il 19 dicembre 1914, ventiseiesimo su 117 allievi. Ottenne il brevetto di aspirante guardiamarina e fu imbarcato sull'incrociatore protetto Soya, una delle unità di preda bellica acquisite dall'Impero giapponese durante la guerra contro la Russia zarista: a bordo di questa nave completò la crociera d'addestramento all'estero. Rientrato in Giappone fu trasferito il 27 agosto 1915 all'incrociatore corazzato Yakumo e, il 13 dicembre dello stesso, fu portato al grado di guardiamarina. Il 10 ottobre 1917 fu assegnato all'equipaggio della moderna nave da battaglia Settsu sulla quale, comunque, rimase poco tempo; già il 1º dicembre, in concomitanza con la nomina a sottotenente di vascello, fu avviato al Corso base della Scuola d'artiglieria navale e dal 20 maggio 1918 proseguì la formazione al Corso base della Scuola siluristi presso Yokosuka. Durante l'educazione Yamada espresse forte interesse verso la nascente branca aeronautica militare e, perciò, fu inserito nell'embrionale Corso operazioni aeree che lo tenne impegnato per oltre sei mesi. Il 27 giugno 1919 fu inviato presso un corso specialistico tenuto dal Gruppo aereo basato a Yokosuka, dopo il quale il 1º dicembre poté finalmente entrare nel Servizio aeronautico della Marina imperiale, da poco costituito: fu assegnato proprio al reparto di Yokosuka.

### Gli anni venti e trenta
Il 1º luglio 1920 Yamada passò nei ranghi delle forze aeree della flotta (cioè quelle basate su navi e non sugli aeroporti terrestri) e precisamente all'equipaggio dell'allora innovativa nave appoggio idrovolanti Wakamiya, maturando esperienza nelle operazioni con la particolare categoria; il 5 ottobre tornò al Gruppo aereo di Yokosuka e all'aeronautica di terra ma solo per breve tempo: il 18 partì infatti alla volta del Regno Unito, dove la cooperazione aeronavale era allora all'avanguardia e dove fu destinato per un periodo di formazione militare. Yamada imparò la lingua inglese e il 1º dicembre ricevette inoltre notifica della promozione a tenente di vascello. Il 17 marzo 1922 gli fu notificato l'ordine di rientro e, in virtù delle conoscenze acquisite, fu inserito nello stato maggiore di un centro d'addestramento aereo temporaneo; il successivo 1º luglio iniziò la mansione di istruttore presso il Gruppo aereo di Yokosuka, al comando di uno dei reparti per reclute. Nei quattro mesi seguenti tornò al centro d'addestramento e poi passò al Gruppo aereo di Kasumigaura il 20 novembre, sempre in qualità di istruttore; dal 1º ottobre 1923 fu assegnato ufficialmente a quest'ultimo. Mantenne il posto sino al 7 gennaio 1925, quando fu chiamato a Sasebo per gestire uno dei reparti d'addestramento della locale gruppo aereo e il 1º dicembre 1926 ebbe la nomina a capitano di corvetta: in concomitanza fu posto a capo di uno degli stormi dipendenti, posizione che ricoprì per un anno. Dal 1º dicembre 1927 al 10 dicembre 1928 lavorò nello stato maggiore dell'Ufficio amministrazione del Servizio aeronautico navale, quindi tornò alle unità di prima linea a Kasumigaura, nella doppia veste di istruttore e di comandante di uno degli stormi componenti il gruppo aereo locale.
Forse a causa dei suoi trascorsi all'estero e della conoscenza della lingua inglese, il 1º dicembre 1930 Yamada fu distaccato presso il ministero del Commercio e dell'Industria (un dicastero civile) e fu assegnato all'ufficio che si occupava di materie aeronautiche. Rimase per sei anni alle dipendenze del ministero, durante i quali avanzò al grado di capitano di fregata il 1º dicembre 1932. Dopo questa lunga parentesi, prese il comando del Gruppo aereo di Maizuru, che riorganizzò e addestrò. Il 20 maggio 1937 lo stato maggiore del Servizio aeronautico lo collocò in attesa di incarico e lo destinò, il 25 settembre, alla testa del Gruppo aereo di Kure; fu quindi promosso capitano di vascello il 1º dicembre dello stesso anno. Il 10 febbraio 1938 fu trasferito a capo del 13º Gruppo aereo, di recente formazione, ma già il 22 marzo fu riassegnato al 1º Distretto navale con quartier generale a Yokosuka, dove spese diversi mesi. Il 1º ottobre tornò al comando di un reparto aeronautico, il Gruppo aereo di Suzuka, che esercitò per un anno circa.

### La seconda guerra mondiale e la morte

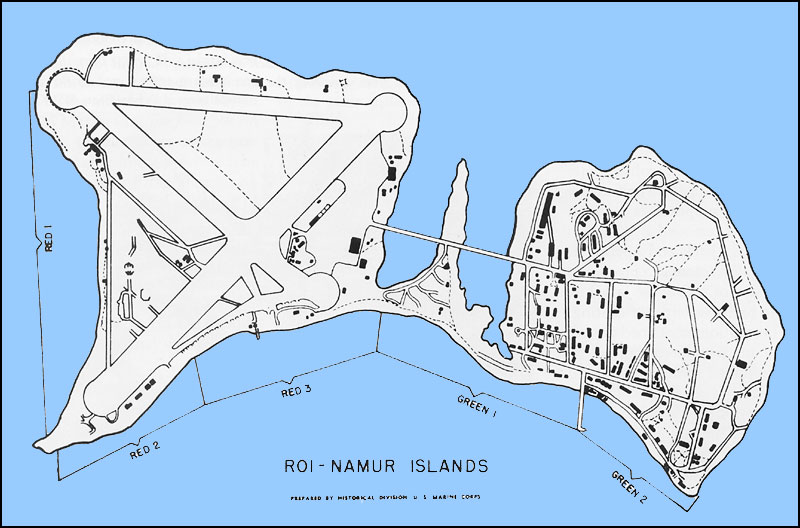
La doppia isola di Roi-Namur, sulla quale Yamada rimase ucciso nel corso delle operazioni sulle isole Marshall

Yamada tornò a mansioni burocratiche il 15 novembre 1939, giorno nel quale assunse il controllo della 3ª Sezione dell'ufficio tecnico dipendente dal Servizio aeronautico di marina. Il 1º luglio 1940 lasciò l'ufficio per divenire comandante della nave appoggio idrovolanti Kamikawa Maru, unità veterana delle operazioni aeree connesse alla seconda guerra sino-giapponese e allora spesso di base all'isola di Hainan: fino al 15 novembre Yamada pianificò le azioni dei propri idrovolanti imbarcati, operando soprattutto nella zona di Canton. Quel giorno cedette il comando della Kamikawa Maru al suo successore, fu rimpatriato e ricoprì una serie di comandi sulle isole metropolitane: fu alla testa del Gruppo aereo di Ōita, di Kashima (dal 1º ottobre 1941) e di Kasumigaura dal 1º novembre 1942; lo stesso giorno fu anche elevato al grado di contrammiraglio. Il 24 gennaio 1943 fu trasferito a capo della 24ª Flottiglia aerea, una delle componenti dell'11ª Flotta aerea (la formazione che radunava gran parte dell'aeronautica navale basata a terra) che era stata schierata sull'isola di Hokkaidō. In quest'area di retrovia Yamada rimase fino a novembre, quando lo stato maggiore generale della Marina impartì l'ordine di trasferirsi all'atollo di Kwajalein nelle isole Marshall, per affiancare la 22ª Flottiglia. Il movimento fu completato il 25 novembre e Yamada piazzò il proprio comando sulla doppia isola di Roi-Namur, la più settentrionale dell'atollo e dotata di un grande aeroporto: egli disponeva di quaranta bombardieri e trenta caccia, più altri 18 inviati dalla lontana piazzaforte di Rabaul. Tuttavia l'altra unità fu ritirata a inizio dicembre, per le troppe perdite subite negli infruttuosi attacchi alla United States Fifth Fleet durante la campagna delle isole Gilbert. Yamada si trovò dunque a essere l'ufficiale dell'aviazione navale nipponica di grado più alto nelle Marshall e, sotto di sé, ebbe anche una forza di marinai e artiglieri addetti all'impiego delle armi pesanti su Roi-Namur. Solo la 952ª Unità aerea stanziata sull'isola di Ebeye (a sud-est) rimase fuori dalla sua responsabilità e continuò a essere amministrata dalla 6ª Forza di presidio del contrammiraglio Monzō Akiyama, principale incaricato della difesa terrestre degli atolli marshallesi. Yamada sistemò definitivamente il proprio quartier generale in un edificio protetto su Namur, la parte più orientale della doppia isola.
Nei mesi di dicembre 1943 e gennaio 1944 la flotta di portaerei veloci della Quinta Flotta americana e le United States Army Air Forces effettuarono diversi, pesanti attacchi sulle isole Marshall. Yamada tentò di opporsi al meglio con le sue sole forze ma, in generale, i suoi stormi erano respinti con gravi perdite o crivellati al suolo, sugli aeroporti bombardati e resi inutilizzabili a Kwajalein e Wotje, Maloelap, Jaluit; i suoi piloti riuscirono a danneggiare solo la portaerei USS Lexington. Il 29 gennaio 1944 la Quinta Flotta si presentò in forze per dare avvio alla conquista di alcuni atolli delle Marshall, Kwajalein in particolare. Le isole e le installazioni giapponesi furono sottoposte a tre giorni di pesanti bombardamenti navali e massicci attacchi aerei, che disarticolarono completamente i sistemi difensivi, le comunicazioni e inflissero perdite sensibili alle guarnigioni. Yamada era riuscito a ricostituire una forza di quasi 120 velivoli, grazie soprattutto ai trasferimenti da Rabaul, e si oppose vigorosamente alle operazioni statunitensi: tuttavia la superiorità numerica e qualitativa degli attaccanti si rivelò troppo netta e numerosi apparecchi furono distrutti al suolo o in volo. I superstiti ebbero ordine di lasciare le isole e ciò segnò la fine della 24ª Flottiglia aerea come unità organizzata. A mezzogiorno del 1º febbraio due reggimenti della 4th Marine Division sbarcarono facilmente su Roi-Namur, incontrando la confusa e demoralizzata resistenza dei resti della guarnigione di 2 500 uomini; nel pomeriggio del giorno successivo le due isole furono dichiarate sicure e rastrellate.
Le fonti sono poco chiare sulla fine del contrammiraglio Yamada e offrono poche informazioni. Una afferma che egli rimase ucciso nel suo posto di comando durante i devastanti bombardamenti del 29 gennaio 1944, ma una seconda riporta la data del 6 febbraio 1944, ovvero quattro giorni dopo la fine della battaglia di Roi-Namur: ciò implicherebbe che Yamada abbia avuto un ruolo direttivo nella strenua difesa nipponica dell'isolotto.
Yamada fu in seguito promosso postumo al grado di viceammiraglio, con validità retrodatata al giorno della sua morte.